# دزیورناویچی
دزیورناویچی (به لاتین: Dziornavičy) یک منطقهٔ مسکونی در بلاروس است که در منطقه ویتبسک واقع شده‌است. دزیورناویچی ۱٫۳۸ کیلومتر مربع مساحت و ۳۱۳ نفر جمعیت دارد و ۱۲۵> متر بالاتر از سطح دریا واقع شده‌است.